# Diözesanmuseum Sandomierz

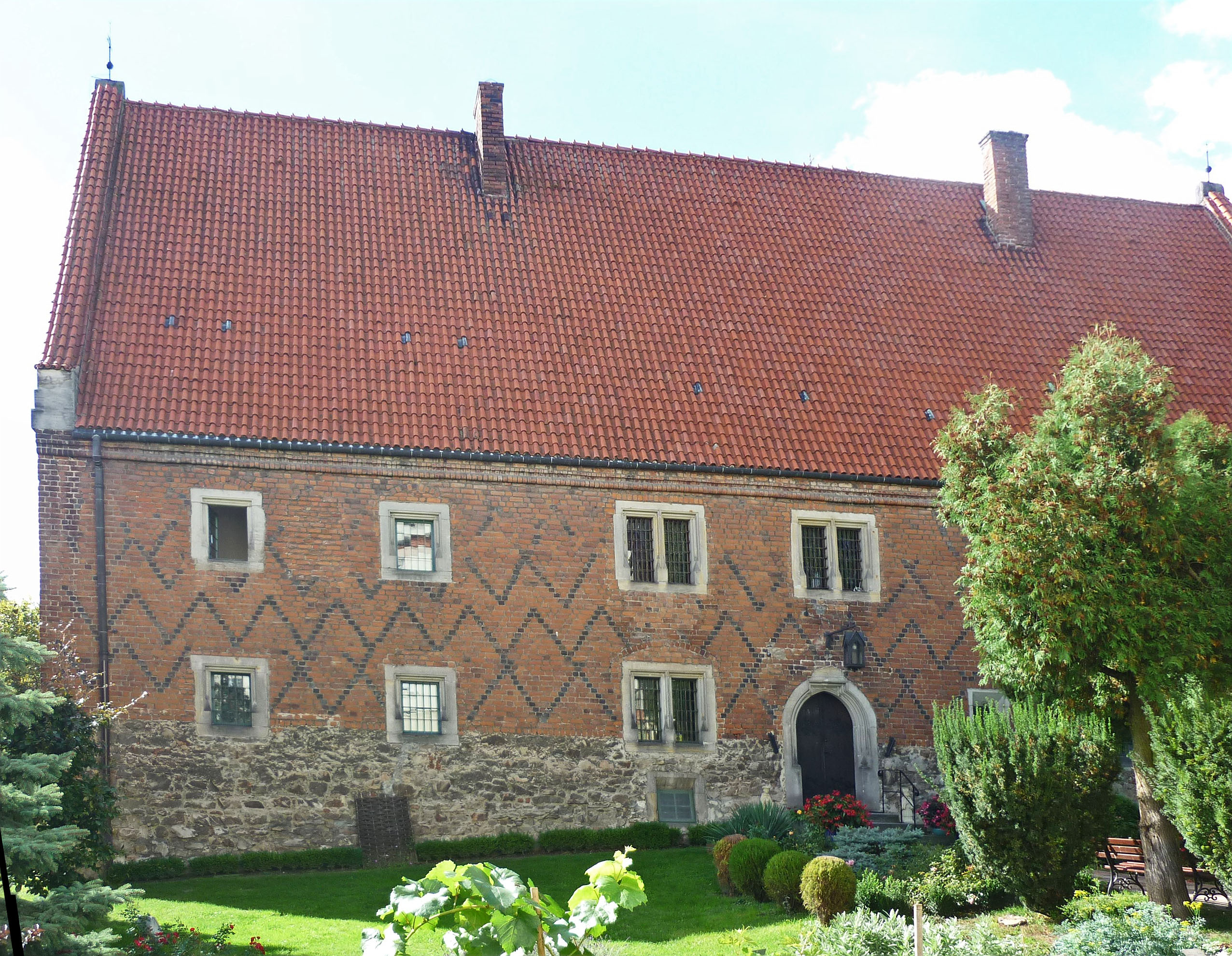
Hauptgebäude

Das Diözesanmuseum Sandomierz ist eine kirchlich-kulturelle Einrichtungen in Sandomierz, Woiwodschaft Heiligkreuz. Das 1902 in Kongresspolen (russisches Weichselland) gegründete Diözesanmuseum ist eines der bedeutendsten Diözesanmuseen in Polen.

## Geschichte
Die Sammlung wurde dem Museum von der Kathedrale von Sandomierz und anderen kirchlichen Einrichtungen im Bistum Sandomierz geschenkt. Es befindet sich seit 1937 im Długosz-Haus. Der Umzug wurde auf Initiative von Bischof Jan Kanty Lorek von dem Kunsthistoriker Karl Estreicher dem Jüngeren organisiert. Weitere Räumlichkeiten befinden sich in den zahlreichen Filialen. 

## Bestände
Zu den Ausstellungsstücken gehören zahlreiche sakrale Kunstgegenstände und Andenken, unter anderem die Handschuhe der Heiligen Hedwig.

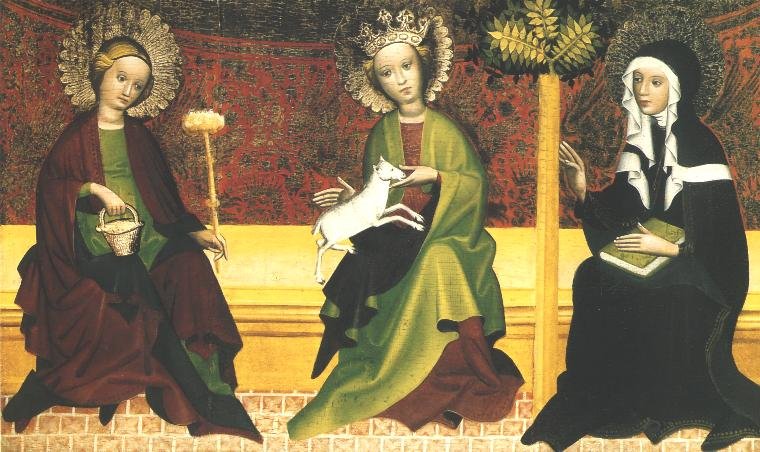
Heilige Marta, Agnes und Klara, vor 1440
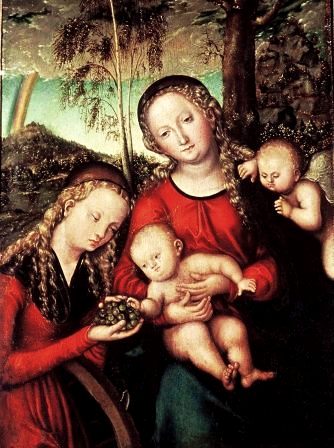
Madonna mit Kind und Heilige Katherina, Lucas Cranach der Ältere, um 1520
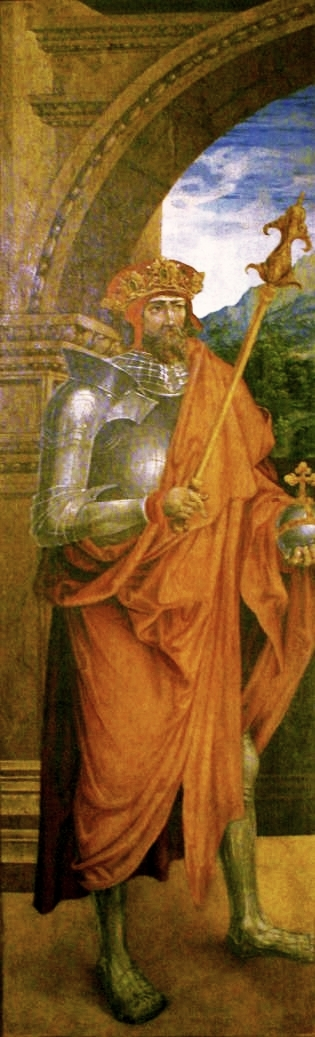
Władysław Jagiełło, Hans von Kulmbach, XVI Jhd.
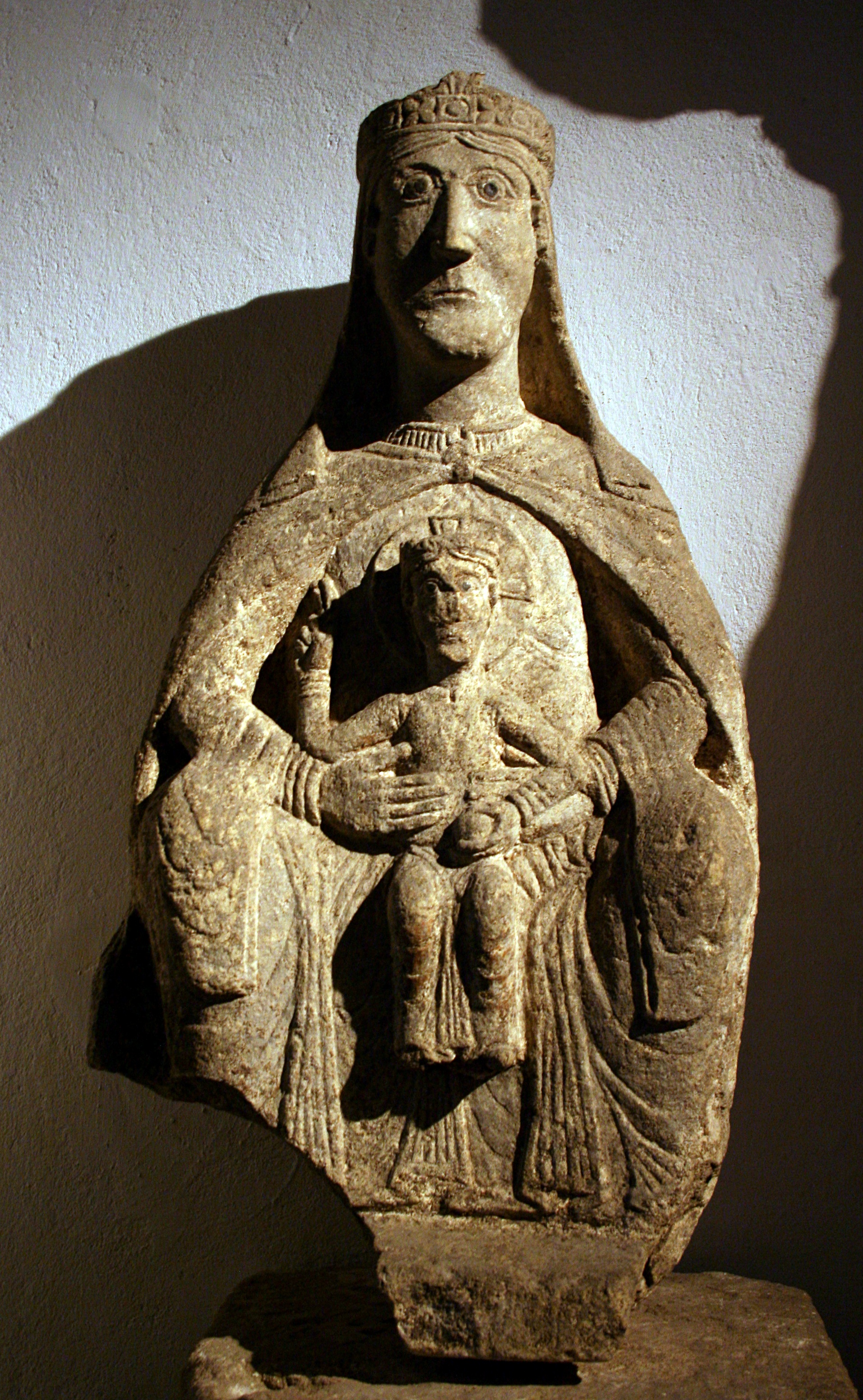
Madonna von Goźlice, XIII Jhd.
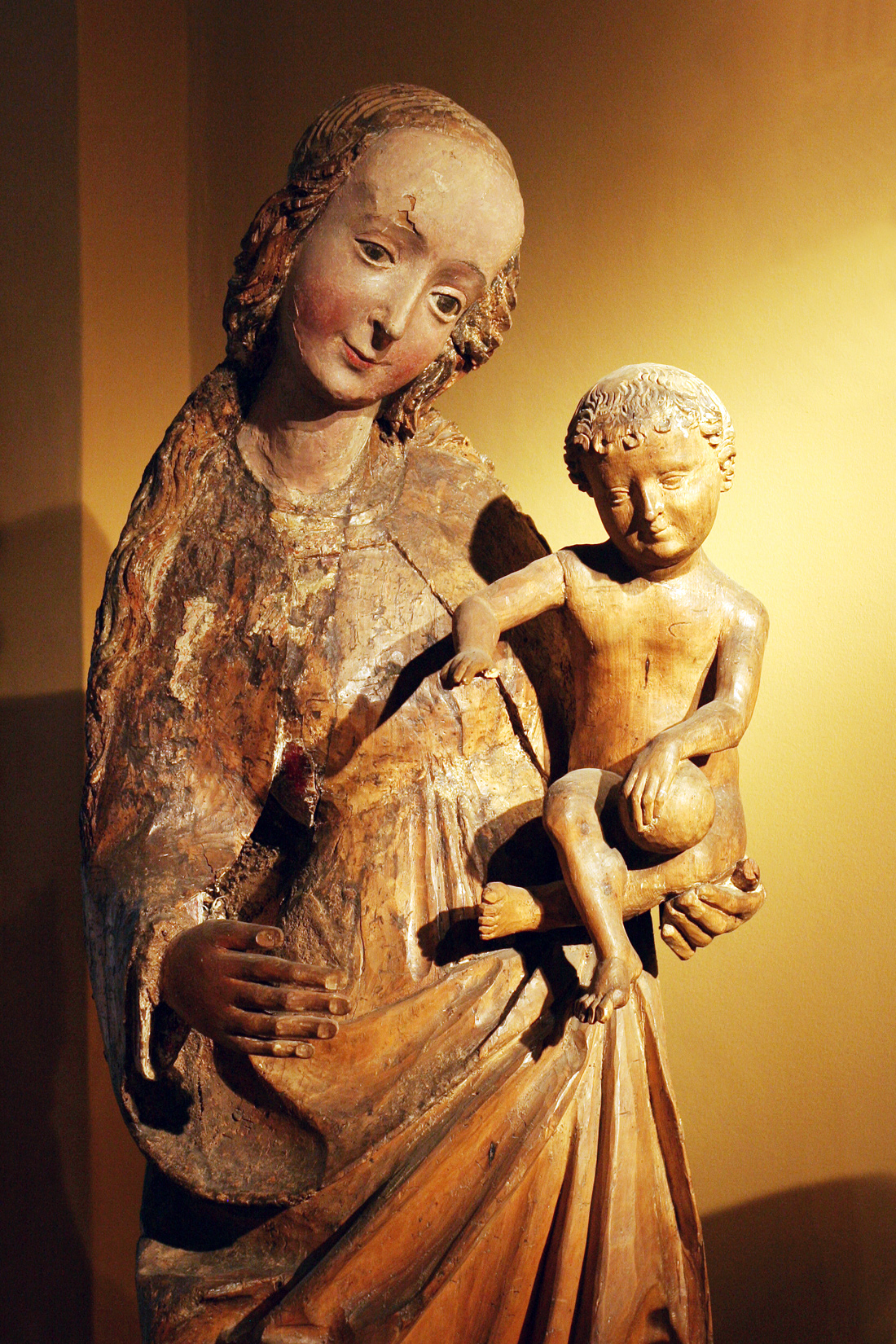
Madonna von Koprzywnica, XV Jhd.
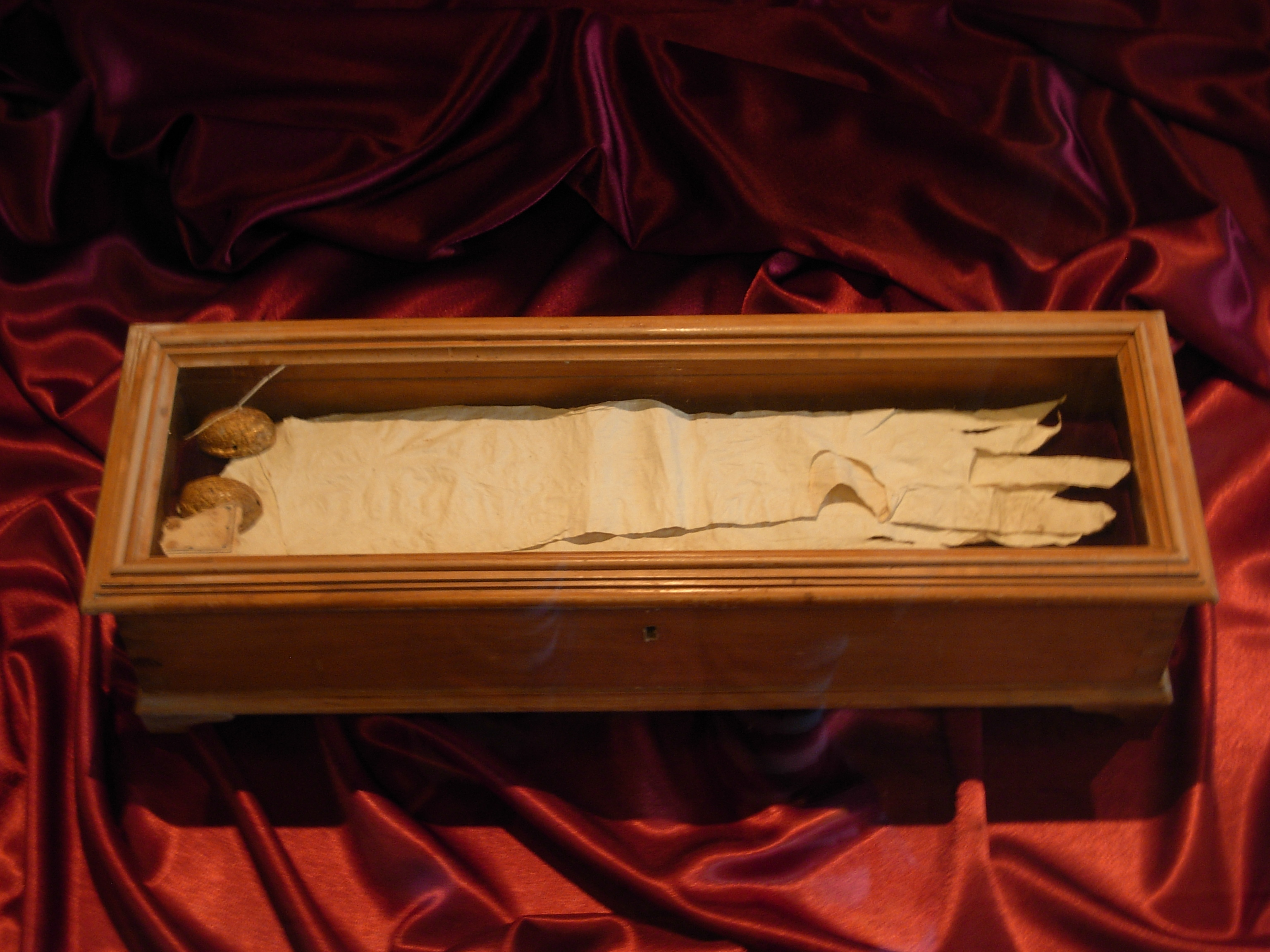
Handschuhe der Heiligen Hedwig